# フォーミュラ・ルノー

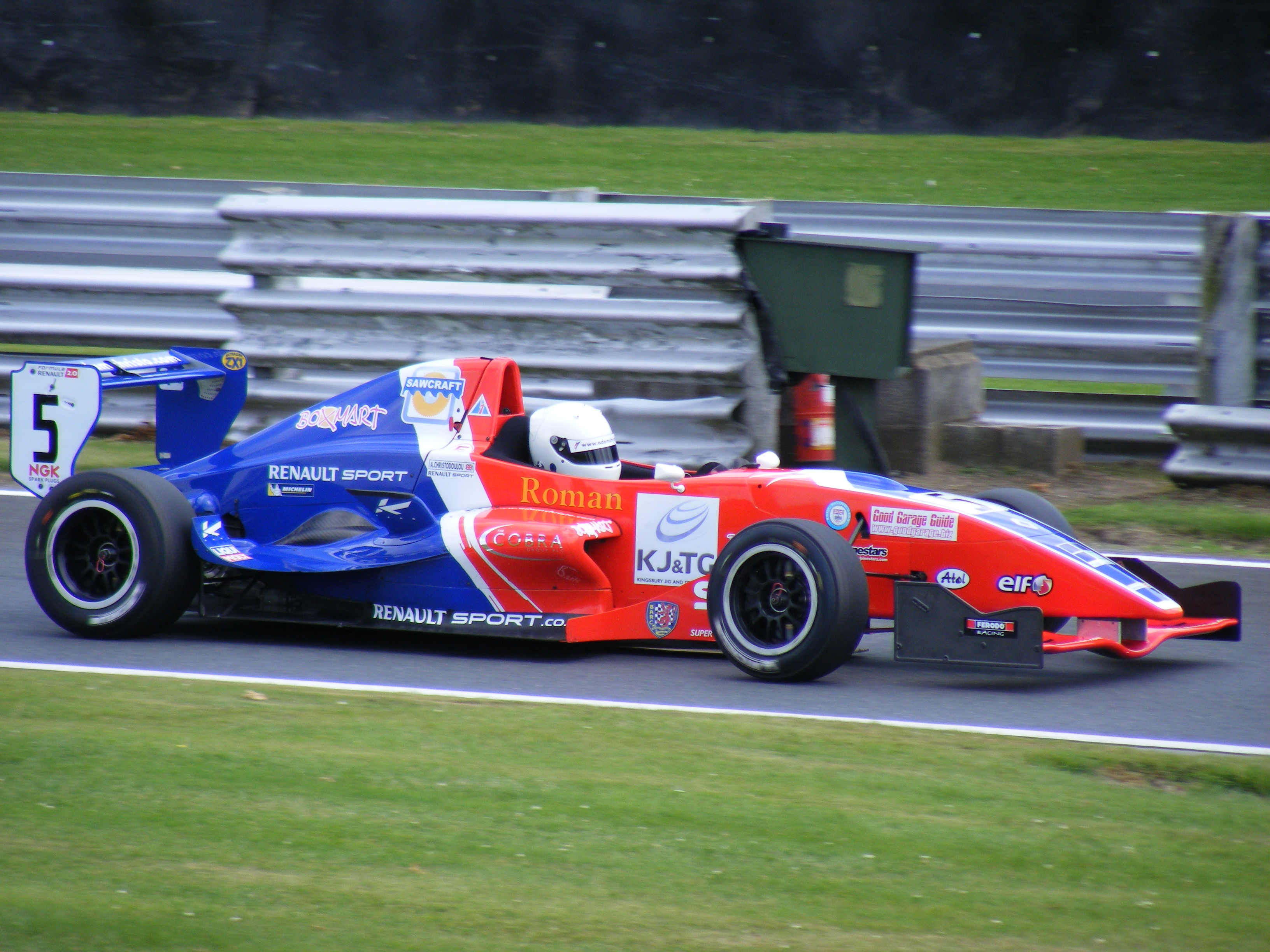
フォーミュラ・ルノーUK

フォーミュラ・ルノー（Formula Renault ）とは、ヨーロッパやその他の国で開催されている初級フォーミュラカーレースである。1968年にフランスにおいて開催された国内選手権（フォーミュラ・フランス）を起源とし、1971年に初開催された。以来、新人レーサーの登竜門としての役割を果たしている。ルノー・スポールもしくは各国のルノーが主催ないし冠スポンサーとなって開催され、多くのシリーズは年間14戦ないし16戦前後で争われる。

## 概要
出場する全ての選手が同一のシャシー（車体）、エンジンを使用するいわゆるワンメイクのレースである。
シリーズによって若干の違いはあるが、現在フォーミュラ・ルノーで使用されている車は、市販車であるルノー・クリオRSの搭載エンジンをベースとした直列4気筒2,000ccエンジンと、イタリアのタトゥース（Tatuus ）製のシャシー、F3で使用される物に若干の変更を加えたギアボックス、ミシュラン製タイヤの組み合わせが基本となっている。エンジンはおよそ190馬力を出力し、最高速度250km/h近くにまで達する。
資金力のあるチームとそれに所属するドライバーが、豊富な資金を背景にレース以外でテスト走行を重ねて他者に対して有利となることを予防するため、レースの公式日程以外での走行は規制されており、エンジンについても供給者であるルノー・スポールによって厳重に管理されている。
エンジンについて、かつては1,700ccのエンジンを使用していたが、1990年代半ばに2,000ccのエンジンに変更された。現在でも選手権によっては1,600cc前後の排気量のエンジンを使ったレースを別に設けているケースがあり、区別のため2,000ccのエンジンを使うカテゴリは「フォーミュラ・ルノー2000」と通称され、多くの選手権では、正式名称にも「2000」、「2.0」と加えることで排気量を示している。まま「FR2000」、「FR2.0」と略記される。
このシリーズはフォーミュラカーのピラミッドの中ではF3の下に位置し、以前から入門カテゴリとしての評価は高かったが、キミ・ライコネンを筆頭に、2000年代に入ってからはF3を経ずにGP2やF1などの上位カテゴリにステップアップするドライバーも現れ、レース関係者からの注目度と評価はさらなる向上をみている。

## フォーミュラ・ルノー3.5（ワールドシリーズ・バイ・ルノー）
フォーミュラ・ルノー3.5（Formula Renault 3.5 ）とは、ヨーロッパの各国を転戦する形で開催される選手権で「ワールドシリーズ・バイ・ルノー」の中でメインレースとなるシリーズであった。ルノー・スポールが主催。
「フォーミュラ・ルノー」の名が用いられている他のシリーズとは異なり、このシリーズはF3とF1の中間に位置付けられるカテゴリであり、シャシーなども他のフォーミュラ・ルノーで使用されるそれとは大きく異なっている。
なお、フォーミュラ・ルノー2.0各選手権のシリーズチャンピオンには、フォーミュラ・ルノー3.5をテストする特典が、例外なく与えられる。

## ユーロカップ・フォーミュラ・ルノー
ユーロカップ・フォーミュラ・ルノー（Eurocup Formula Renault 2.0）とは、ヨーロッパの各国を転戦する形で開催されるフォーミュラ・ルノー選手権。かつてのヨーロッパ・フォーミュラ・ルノー選手権と同じ名を名乗って1992年に初開催、1995年にユーロカップ（Eurocup Formula Renault）と名称を改称し、2003年のみマスターズ・フォーミュラ・ルノー（Masters Formula Renault ）を名乗り、翌年以降はユーロカップ・フォーミュラ・ルノー2.0を正式名称としている。2005年から2015年までは、ワールドシリーズ・バイ・ルノーのサポートレースとして開催された。
開催レース数は年によって大きく異なり、2002年以前は各イベント1戦ずつで全9〜10戦、2003年は年間4イベント・各2戦で全8戦、2004年以降は基本的に年間7〜9イベント・各2戦ずつの計14〜18戦で争われている。
実力ある新人レーサーを見出すためF1などのレース関係者から特に注目されていた選手権のひとつで、フォーミュラ・ルノーの代表的なシリーズであった。ルノー・スポールが主催。かつて存在した旧「フォーミュラ・ルノー・ヨーロッパ」と直接的なつながりはない。
多くのドライバーはヨーロッパの他のフォーミュラ・ルノー選手権と平行して参戦するのが常である。
2020年限りでフォーミュラ・ルノー・ユーロカップは、フォーミュラ・リージョナル・ヨーロピアン・チャンピオンシップと統合した。

### 歴代チャンピオン
| 年     | ドライバーズ・チャンピオン                 | チーム・チャンピオン           |
| ------ | ------------------------------------------ | ------------------------------ |
| 2020年 | ヴィクトール・マルティンス                 | ARTグランプリ                  |
| 2019年 | オスカー・ピアストリ                       | R-エース GP                    |
| 2018年 | マックス・フュートレル                     | R-エース GP                    |
| 2017年 | サッシャ・フェネストラズ                   | R-エース GP                    |
| 2016年 | ランド・ノリス                             | ヨゼフ・カウフマン・レーシング |
| 2015年 | ジャック・エイトケン                       | ヨゼフ・カウフマン・レーシング |
| 2014年 | ニック・デ・ブリーズ                       | コイラネン GP                  |
| 2013年 | ピエール・ガスリー                         | テック1・レーシング            |
| 2012年 | ストフェル・バンドーン                     | ヨゼフ・カウフマン・レーシング |
| 2011年 | ロビン・フラインス                         | コイラネン GP                  |
| 2010年 | ケビン・コリュス（Kevin Korjus）           | テック1・レーシング            |
| 2009年 | アルバート・コスタ (Albert Costa)          | エプシロン・ユースカディ       |
| 2008年 | バルテリ・ボッタス                         | SG・フォーミュラ               |
| 2007年 | ブレンドン・ハートレイ                     | エプシロン・ユースカディ       |
| 2006年 | フェリペ・アルブケルケ                     | JD・モータースポーツ           |
| 2005年 | 小林可夢偉                                 | SG・フォーミュラ               |
| 2004年 | スコット・スピード                         | JD・モータースポーツ           |
| 2003年 | エステバン・グエリエリ（Esteban Guerreri） | モトパーク・アカデミー         |
| 2002年 | エリック・サリニョン（Eric Salignon）      | グラフ・レーシング             |
| 2001年 | アウグスト・ファルフス                     | プレマ・パワーチーム           |
| 2000年 | フェリペ・マッサ                           | JD・モータースポーツ           |
| 1999年 | ジャンマリア・ブルーニ                     | JD・モータースポーツ           |
| 1998年 | ブルーノ・ベッソン（Bruno Besson）         | JD・モータースポーツ           |
| 1997年 | ジェフ・ファン・ホーイドンク               | JD・モータースポーツ           |
| 1996年 | エンリケ・ベルノルディ                     | JD・モータースポーツ           |
| 1995年 | シリル・サウヴァージュ                     | ミゲル                         |
| 1994年 | ジェイムス・マシューズ（James Matthews）   | マノー・モータースポーツ       |
| 1993年 | オリビエ・クヴレール（Olivier Couvreur）   | シナージュ                     |
| 1992年 | ペドロ・デ・ラ・ロサ                       | レーシング・フォー・スペイン   |

- 歴代チャンピオンの中で、マシューズ（1994年、イギリス選手権）、サウヴァージュ（1995年、フランス選手権）、ベルノルディ（1996年、イギリス選手権）、マッサ（2000年、イタリア選手権）、スピード（2004年、ドイツ選手権）、小林可夢偉（2005年、イタリア選手権）、アルブケルケ（2006年、ノーザン・ヨーロピアン・カップ）、ボッタス（2008年、ノーザン・ヨーロピアン・カップ）、コスタ（2009年、ウェスト・ヨーロピアン・カップ）については、同年に他のフォーミュラ・ルノー選手権でもチャンピオンになっている。その他、1993年チャンピオンのクヴレールは1991年に、1997年チャンピオンのファン・ホーイドンクは1996年に、2002年チャンピオンのサリノンは2001年に、いずれもフランス選手権でチャンピオンタイトルの獲得経験がある。

## フォーミュラ・ルノー・ウェスト・ヨーロピアン・カップ
フォーミュラ・ルノー・ウェスト・ヨーロピアン・カップ (Formula Renault 2.0 West European Cup)は、2008年から開催されている、フランス・フォーミュラ・ルノーを引き継いだシリーズである。

### 開催サーキット
ウェスト・ヨーロピアン・カップという名前の通り、フランスのサーキット以外にも、ベルギーのスパ・フランコルシャンやスペインのカタロニア・サーキット、ポルトガルのアルガルヴェなどで開催されている。

### 歴代チャンピオン
| 年     | チャンピオン                      | チーム・チャンピオン |
| ------ | --------------------------------- | -------------------- |
| 2009年 | アルベルト・コスタ (Albert Costa) | Epsilon Euskadi      |
| 2008年 | ダニエル・リチャルド              | SG Formula           |

## フォーミュラ・ルノー・ノーザン・ヨーロピアン・カップ
フォーミュラ・ルノー・ノーザン・ヨーロピアン・カップ(Formula Renault 2.0 Northern European Cup)は、ドイツ・フォーミュラ・ルノーとオランダ・フォーミュラ・ルノーを引き継いで2006年から始まったシリーズである。

### 開催サーキット
F1でも使用されたニュルブルクリンク、ホッケンハイム、ザントフォールトやベルギーのスパ・フランコルシャンなどで開催されている。

### 歴代チャンピオン
| 年     | チャンピオン                         | チーム・チャンピオン  |
| ------ | ------------------------------------ | --------------------- |
| 2016年 | ランド・ノリス                       | Josef Kaufmann Racing |
| 2015年 | ルイ・デレトラズ                     | Josef Kaufmann Racing |
| 2014年 | ベン・バーニコート                   | Josef Kaufmann Racing |
| 2013年 | マット・パリー                       | Fortec Motorsport     |
| 2012年 | ジェイク・デニス (Jake Dennis)       | Fortec Motorsport     |
| 2011年 | カルロス・サインツJr.                | Koiranen bros.        |
| 2010年 | Ludwig Ghidi                         | Van Amersfoort Racing |
| 2009年 | アントニオ・フェリックス・ダ・コスタ | Motopark Academy      |
| 2008年 | バルテリ・ボッタス                   | Motopark Academy      |
| 2007年 | フランク・ケーヒル (Frank Kechele)   | Motopark Academy      |
| 2006年 | フェリペ・アルブケルケ               | JD Motorsport         |

## フランス・フォーミュラ・ルノー
フランス・フォーミュラ・ルノー（Championnat de France Formula Renault 2.0）とは、主にフランス国内で開催されていたフォーミュラ・ルノー選手権。ルノー・スポールが主催。初開催は1968年。「フォーミュラ・ルノー」という名称が使われはじめたのは1971年からであり、それ以前は「フォーミュラ・フランス」という名称が使われていた。2008年からはフォーミュラ・ルノー・ウェスト・ヨーロピアン・カップへと移行した。
2003年までは基本的に年間10イベント前後・各1戦の全10戦前後で争われたが、2004年から各イベント2戦ずつで争われるようになり、年間7〜8イベント全14〜16戦で争われていた。
最初のフォーミュラ・ルノー選手権であるとともに、フォーミュラ・ルノーの中でも最も歴史が古く、アラン・プロストはじめ、多くのフランス人ドライバーほか、片山右京などのドライバーがその門を叩いた。近年の出身者では、2004年〜2007年にチャンプカー・ワールド・シリーズで4連覇を果たし、2008、2009年にF1へスクーデリア・トロ・ロッソから参戦したセバスチャン・ボーデや、2009年途中からルノーF1チームのレギュラーシートを獲得したロマン・グロージャンなどがいる。
下位カテゴリとしてフランスF4（French F4 Championship、旧：フォーミュラ・ルノー・キャンパス（Formula Renault Campus ））を有す。

### トピック
フランスF4も含め、初級フォーミュラシリーズとしては名門中の名門といってよい選手権であり、今日においてもGP2ほかル・マン24時間レースなどのレースカテゴリで活躍している出身者は数多い。アラン・プロスト、オリビエ・パニス、ロマン・グロージャンなどがF1のレギュラードライバーまで到達した。

### 開催サーキット
ディジョン、ポー、マニ・クール、ブガッティ（ル・マン）、ノガロ、など、フランス国内の錚々たるサーキットで行われるのが常だが、近年では、ポルトガルのエストリルほか、スペイン、イギリスのサーキットで開催されたこともある。

### 歴代チャンピオン
| 年     | チャンピオン                                                   |
| ------ | -------------------------------------------------------------- |
| 2007年 | ジュール・ビアンキ                                             |
| 2006年 | ローラン・グロッピ（Laurent Groppi）                           |
| 2005年 | ロマン・グロージャン                                           |
| 2004年 | パトリック・ピレ（Patrick Pilet）                              |
| 2003年 | ロイック・デュバル                                             |
| 2002年 | アレクサンドル・プレマ                                         |
| 2001年 | エリック・サリニョン（Eric Salignon）                          |
| 2000年 | ルノー・デルロ（Renaud Derlot）                                |
| 1999年 | ルカス・ラセール（Lucas Lassere）                              |
| 1998年 | マシュー・デーヴィス（Matthew Davies）                         |
| 1997年 | ジョナサン・コシェ                                             |
| 1996年 | ジェフ・ファン・ホーイドンク                                   |
| 1995年 | シリル・サウヴァージュ                                         |
| 1994年 | ステファン・サラザン                                           |
| 1993年 | ダヴィッド・デュッソウ（David Dussau）                         |
| 1992年 | ジャン＝フィリップ・ベロク                                     |
| 1991年 | オリビエ・コウヴィール（Olivier Couvreur）                     |
| 1990年 | エマニュエル・コラール                                         |
| 1989年 | オリビエ・パニス                                               |
| 1988年 | リュドヴィク・フォーレ（Ludovic Faure）                        |
| 1987年 | クロード・デグレモン（Claude Degremont）                       |
| 1986年 | エリック・コマス                                               |
| 1985年 | エリック・ベルナール                                           |
| 1984年 | ヤニック・ダルマス                                             |
| 1983年 | ジャン＝ピエール・Hoursourigaray（Jean-Pierre Hoursourigaray） |
| 1982年 | ジル・ランペルール（Gilles Lempereur）                         |
| 1981年 | フィリップ・ルノー（Philippe Renault）                         |
| 1980年 | デニス・モリン（Denis Morin）                                  |
| 1979年 | アラン・フェルテ                                               |
| 1978年 | フィリップ・アリオー                                           |
| 1977年 | ジョエル・グイエ（Joel Gouhier）                               |
| 1976年 | アラン・プロスト                                               |
| 1975年 | クリスチアン・デビアス（Christian Debias）                     |
| 1974年 | （開催されず）                                                 |
| 1973年 | （開催されず）                                                 |
| 1972年 | ジャック・ラフィット                                           |
| 1971年 | ミシェル・ルクレール（Michel Leclère）                         |
| 1970年 | フランソワーズ・ラキャロウ（François Lacarrau）                |
| 1969年 | ドニ・ダヤン（Denis Dayan）                                    |
| 1968年 | ジャン・マックス（Jean Max）                                   |

## イギリス・フォーミュラ・ルノー

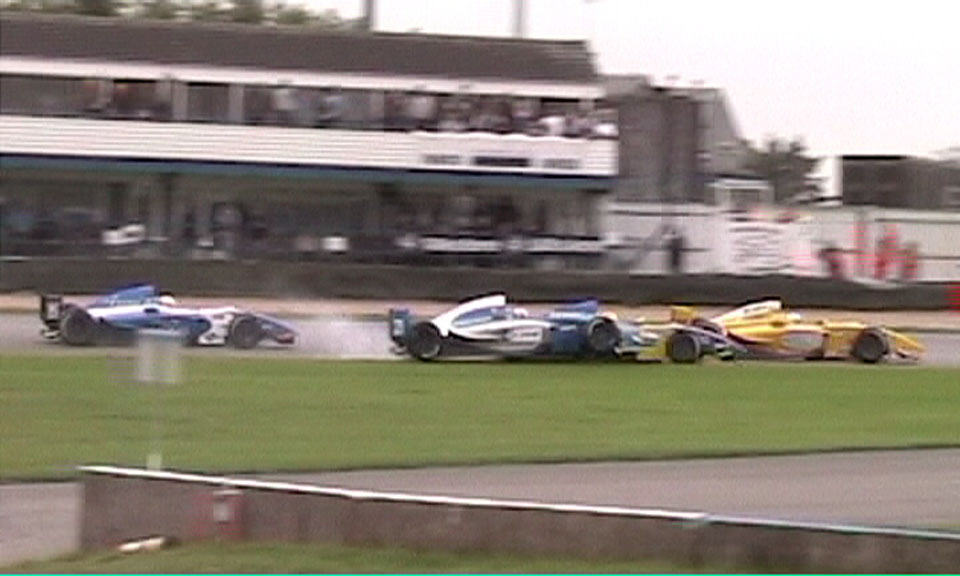
ドニントン・パークでのレース

イギリスにおけるフォーミュラ・ルノー選手権はフォーミュラ・ルノーUK（Formula Renault UK）と、BARC・フォーミュラ・ルノー（BARC Formula Renault。正式名称はFormula Renault BARC Championship）の2種類が存在する。

### 概要
イギリスにおける最初のフォーミュラ・ルノーは、1989年にイギリス自動車レーシングクラブ（British Automobile Racing Club, BARC）の主催によって開催されたものだが、翌年以降はルノー・イギリスが主催となり、イギリス・フォーミュラ・ルノー（British Formula Renault）が開催されるようになった。今日、「イギリスのフォーミュラ・ルノー」と言う場合、通常は後者を指す。なお、イギリス・フォーミュラ・ルノーの名称は2005年にフォーミュラ・ルノーUK（Formula Renault UK）に変更された。
フォーミュラ・ルノーUKについては、近年の注目度の高さを反映し、ミシュランが選手権のタイトルスポンサーとなっており、入門カテゴリに過ぎないにもかかわらず、レースの模様はイギリス最大の民間放送局ITVによって月曜早朝に録画放送されている。
当初は1,700cc（140馬力）のエンジンを使用していたが、1995年に2,000ccに改められ、2000年には選手権の名称も“Formula Renault 2000”に改められた。表記としては、“Formula Renault 2.0”と記載されることも多い。

### フォーミュラ・ルノーUK
レギュラーシリーズのほか、冬季シリーズを有する。
レギュラーシリーズについて、以前は1イベント各1戦という形式を基本にイベントによって2戦開催を組み込む形で、年間10イベント前後・全14戦前後で争われたが、2004年以降は年間10イベント・全20戦で争われている。
冬期シリーズはシーズン終了後の11月・12月頃に数イベント開催される。2011年はファイナル・シリーズと呼称された。
2011年が最後のシリーズとなり、2012年以降は開催されていない。

### BARC・フォーミュラ・ルノー
1995年に、イギリス自動車レーシングクラブが再び自身の主催による選手権を開始したため、区別の必要から、こちらは同クラブの略称BARCを冠してBARCフォーミュラ・ルノー等と呼ばれるのが通例である。使用している車体の規格は両者とも同じものであるが、最低重量の規定は5kg重く設定されている。
年間8イベント前後で、イベントによって2戦開催とし、全12戦前後で争われるのが常である。
フォーミュラ・ルノーUKとは対立関係にあるわけではなく、開催日程も共同開催のイベント以外は重ならないよう共に調整するなど、緊密な協力関係にある。
こちらはレース好きなアマチュア向けにルノー・ラグアに搭載されているエンジンをベースとした1,700ccのルノーエンジン（およそ175馬力を出力）と、1990年代以前に使用されていた古いシャシーを用いた「クラブ・クラス（Club Class）」と呼ばれるカテゴリを用意し、レースの場を提供するという独特な試みを行ってもおり、また、メインカテゴリであるFR2000クラスも、前年度チャンピオンが翌年もエントリーできるなど、フォーミュラ・ルノーの他のシリーズとは違う特色を持っている。

### トピック
イギリス・フォーミュラ・ルノー（フォーミュラ・ルノーUK）出身のキミ・ライコネンがF1のザウバーチームによってレギュラードライバーに抜擢され、2001年にF1に直接ステップアップしたことはレース関係者に衝撃を与え、さらに彼の実力がF1においても通用することを見事に証明してみせたため、この「事件」はフォーミュラ・ルノー隆盛の端緒となった。

### 開催サーキット
イギリス・フォーミュラ・ルノーはイギリスと名乗っているが、基本的にシルバーストン・サーキット、ドニントン、ブランズハッチといったイングランドのサーキットを中心に開催され、これにスコットランドのノックヒル・サーキット（Knockhill）での1戦が組み込まれることが通例である。2003年のように全戦をイングランドのサーキットで開催することもある。
BARC・フォーミュラ・ルノーについては、全てイングランド域内のサーキットで開催される。

### 歴代チャンピオン
- フォーミュラ・ルノーUK（Formula Renault UK） - レギュラーシリーズ

| 年     | チャンピオン                                          |
| ------ | ----------------------------------------------------- |
| 2011年 | アレックス・リン                                      |
| 2010年 | トム・ブロンクビスト                                  |
| 2009年 | ディーン・スミス (Dean Smith)                         |
| 2008年 | アダム・クリストドーロー (Adam Christodoulou)         |
| 2007年 | ダンカン・タッピー (Duncan Tappy)                     |
| 2006年 | セバスティアン・ホーエンタール（Sebastian Hohenthal） |
| 2005年 | オリバー・ジャービス                                  |
| 2004年 | マイク・コンウェイ                                    |
| 2003年 | ルイス・ハミルトン                                    |
| 2002年 | ダニー・ワッツ（Danny Watts）                         |
| 2001年 | カール・ブリーズ（Carl Breeze）                       |
| 2000年 | キミ・ライコネン                                      |
| 1999年 | アントニオ・ピッツォニア                              |
| 1998年 | アルイズィオ・コエリョ（Aluizio Coelho）              |
| 1997年 | マーク・ハインズ                                      |
| 1996年 | デビッド・クック (David Cook)                         |
| 1995年 | ガイ・スミス (Guy Smith)                              |
| 1994年 | ジェイムス・マシューズ（James Matthews）              |
| 1993年 | イバン・アリアス（Ivan Arias）                        |
| 1992年 | ペドロ・デ・ラ・ロサ                                  |
| 1991年 | ジェイソン・プラト                                    |
| 1990年 | トマス・エルドス（Thomas Erdos）                      |

- フォーミュラ・ルノーUK（Formula Renault UK） - 冬季シリーズ／ファイナル・シリーズ

| 年            | チャンピオン                                 |
| ------------- | -------------------------------------------- |
| 2011年─2012年 | オリバー・ローランド                         |
| 2010年─2011年 | アレックス・リン                             |
| 2009年─2010年 | ハリー・ティンクネル                         |
| 2008年─2009年 | ジェームス・カラド                           |
| 2007年─2008年 | リチャード・シングルトン (Richard Singleton) |
| 2006年─2007年 | フランク・マイルー (Franck Mailleux)         |
| 2005年─2006年 | ジュニア・ストロース (Junior Strous)         |
| 2004年─2005年 | スチュワート・ホール（Stuart Hall）          |
| 2003年─2004年 | ジェイ・ハワード（Jay Howard）               |
| 2002年─2003年 | ロバート・ベル（Robert Bell）                |
| 2001年─2002年 | ロバート・ベル（Robert Bell）                |
| 2000年─2001年 | マーク・マクローリン（Mark McLoughlin）      |
| 1999年─2000年 | キミ・ライコネン                             |
| 1998年─1999年 | アントニオ・ピッツォニア                     |

- BARC・フォーミュラ・ルノー（BARC Formula Renault）

| 年     | チャンピオン                                  |
| ------ | --------------------------------------------- |
| 2009年 | キーレン・クラーク（Kieren Clark）            |
| 2008年 | オリー・ハンコック（Ollie Hancock）           |
| 2007年 | ハイウェル・ロイド（Hywel Lloyd）             |
| 2006年 | リチャード・シングルトン（Richard Singleton） |
| 2005年 | ニック・ウィルコックス（Nick Wilcox）         |
| 2004年 | ニッキー・ウィルソン（Nicky Wilson）          |
| 2003年 | ジェームス・ゴーナル（James Gornall）         |
| 2002年 | ジェレミー・スミス（Jeremy Smith）            |
| 2001年 | マーティン・ウォールバンク（Martin Wallbank） |
| 2000年 | ジェイミー・ビールズ（Jamie Beales）          |
| 1999年 | エリオット・ルイス（Elliot Lewis）            |
| 1998年 | ニック・ダドフィールド（Nick Dudfield）       |
| 1997年 | ピーター・クラーク（Peter Clarke）            |
| 1996年 | デビッド・クック（David Cook）                |
| 1989年 | ニール・リッディフォード（Neil Riddiford）    |

## ドイツ・フォーミュラ・ルノー
ドイツ・フォーミュラ・ルノー（Deutschen Formel Renault Cup）とは、ドイツで開催されるフォーミュラ・ルノー選手権。1991年初開催。
2001年までは年間8イベント・各1戦の全8戦前後で争われたが、ヨーロッパのフォーミュラ・ルノー選手権としては比較的早い2002年から各イベント2戦ずつの方式を導入し、同年以降は年間7〜8イベント全14〜16戦で選手権を争うようになった。
2006年からはフォーミュラ・ルノー・ノーザン・ヨーロピアン・カップへと移行した。
F1ドライバーとしては、クリスチャン・クリエンらを輩出。

### 開催サーキット
基本的にホッケンハイムやニュルブルクリンクなど、ドイツ国内のサーキットで開催されるが、年間1戦オーストリアのザルツブルクリンクでのレースが組み込まれており、その他、年によっては同じくオーストリアのA1リンクやオランダのアッセンなどのサーキットでレースが行われることもある。

### 歴代チャンピオン
| 年     | チャンピオン                                     |
| ------ | ------------------------------------------------ |
| 2005年 | ペッカ・サーリネン（Pekka Saarinen）             |
| 2004年 | スコット・スピード                               |
| 2003年 | ライアン・シャープ（Ryan Sharp）                 |
| 2002年 | クリスチャン・クリエン                           |
| 2001年 | マルセル・ラセー（Marcel Lasée）                 |
| 2000年 | 開催されず                                       |
| 1999年 | ゾルト・バウムガルトナー                         |
| 1998年 | ヒューゴ・ヴァン・デル・ハム（Hugo van der Ham） |
| 1997年 | ロベルト・レヒナー（Robert Lechner）             |
| 1996年 | アレクサンダー・ミュラー（Alexander Müller）     |
| 1995年 | ラルフ・ドルッケンミュラー（Ralf Druckenmüller） |
| 1994年 | マルセル・ティーマン                             |
| 1993年 | アルント・マイアー（Arnd Meier）                 |
| 1992年 | トーマス・ヴォールレ（Thomas Wöhrle）            |
| 1991年 | ヨアヒム・ボイレ（Joachim Beule）                |

## イタリア・フォーミュラ・ルノー
イタリア・フォーミュラ・ルノー（Formula Renault 2.0 Italia）とは、イタリア国内で開催されるフォーミュラ・ルノー選手権。2000年初開催。
当初は年間10イベント各1戦の全10戦で争われたが、2003年以降は、1イベント各2戦を基本に1イベント1戦のレースも組み込み、年間9イベント・全12戦前後で争われている。
冬季シリーズを有するほか、1,600ccのエンジンを使用する下位クラスを“Formule Renault Monza”の名称で併催している。
フェリペ・マッサ、ロバート・クビサ（2000年〜2001年に参戦）を輩出。2002年チャンピオンのホセ・マリア・ロペスは翌年ユーロカップ・フォーミュラ・ルノーV6選手権でもシリーズチャンピオンとなっている。

### 開催サーキット
基本的に開催レースの大部分はモンツァやイモラ、ムジェロといったイタリア国内のサーキットで行われるが、近年ではベルギーのスパ・フランコルシャン・サーキットでのレースがカレンダーに組み込まれることも多く、過去にはドイツのホッケンハイム、オーストリアのA1リンクで開催されたこともある。

### 歴代チャンピオン
| 年     | チャンピオン                                |
| ------ | ------------------------------------------- |
| 2009年 | ダニエル・マンチネッリ（Daniel Mancinelli） |
| 2008年 | ポール・ヴァーホーグ (Pål Varhaug)          |
| 2007年 | ミカ・マキ（Mika Mäki）                     |
| 2006年 | ダニ・クロス                                |
| 2005年 | 小林可夢偉                                  |
| 2004年 | パストール・マルドナド                      |
| 2003年 | フランク・ペレラ（Franck Perera）           |
| 2002年 | ホセ・マリア・ロペス                        |
| 2001年 | ライアン・ブリスコー                        |
| 2000年 | フェリペ・マッサ                            |

## ノルディック・フォーミュラ・ルノー
ノルディック・フォーミュラ・ルノー（Formula Renault 2.0 Nordic Series）とは、デンマークとスウェーデンで開催されていたフォーミュラ・ルノー選手権。2002年から2006年まで開催された。2005年まではスカンジナビア・フォーミュラ・ルノーというシリーズ名だった。
夏が短い北欧に位置するため、他の選手権よりやや遅い4月後半もしくは5月に開幕し、シーズン終了も他のシーズンより早く、9月半ばに終える日程となっていることが多かった。初開催当初より、基本的に年間8イベント各2戦の全16戦で選手権が争われていた。
サーキットで開催される4輪レースが主流ではない地帯であり、地域的にやや不利であることは否めず2004年にチャンピオンに輝いたカスパー・アンデルセンなど、その後、他のフォーミュラ・ルノーに移籍している者もいる。

### 開催サーキット
当初はデンマークでの開催が過半を占めたが、その後はスウェーデンとシリーズのほぼ半数ずつ分け合い開催されていた。

### 歴代チャンピオン
| 年     | チャンピオン                                           |
| ------ | ------------------------------------------------------ |
| 2006年 | ステファン・メラー（Steffen Møller）                   |
| 2005年 | イェスパー・ヴルフ＝ラウルセン（Jesper Wulff Laursen） |
| 2004年 | カスパー・アンデルセン（Kasper Andersen）              |
| 2003年 | トム・ペダーセン（Tom Pedersen）                       |
| 2002年 | フィリップ・アンデルセン（Philip Andersen）            |

## アルゼンチン・フォーミュラ・ルノー
アルゼンチン・フォーミュラ・ルノーは、アルゼンチンで開催されているフォーミュラ・ルノー選手権。1997年初開催。
TC2000のサポートイベントとして開催されており、主にTC2000へのステップアップカテゴリとして機能している。
(stub)

### 開催サーキット
(stub)

### 歴代チャンピオン
(stub)

## 北米・フォーミュラ・ルノー
北米・フォーミュラ・ルノーとは、アメリカ合衆国とカナダで開催されているフォーミュラ・ルノー選手権である。
他のフォーミュラ・ルノーと同じ車体とエンジンを使っているが、当初Fran-Amのシリーズとして開催されていた際は“2000 North American PRO”という名称が用いられ、2004年に主催がFormula TR Proに移って後は名称も正式にフォーミュラ・ルノー（Formula Renault 2000）となっている。
両シリーズ通じて、基本的に年間6〜7イベント全8戦前後で争われている。
1,600ccの下位クラスを有し、こちらのカテゴリでは1990年代に使用されていた古いシャシーを用い、使用されるエンジンは最大およそ123馬力を出力する。
Formula TR Pro Series主催に移ってからこの選手権ではタイヤはミシュランではなくヨコハマタイヤから供給を受けている。
2007年シーズンをもって終了。

### 開催サーキット
Fran-Amのシリーズだった頃はカナダのトロントやバンクーバー、あるいはF1が開催されるモントリオールなどでも開催されたが、Formula TR Proの主催となって以後はアメリカ国内のみの開催となっている。

### 歴代チャンピオン
| 年     | チャンピオン                              |
| ------ | ----------------------------------------- |
| 2007年 | ビル・ゴーシェン (Bill Goshen)            |
| 2006年 | カール・スカーロング（Carl Skerlong）     |
| 2005年 | セス・イングハム (Seth Ingham)            |
| 2004年 | コリン・ブラウン（Colin Braun）           |
| 2003年 | アンドリュー・レンジャー（Andrew Ranger） |
| 2002年 | ブルーノ・スペングラー                    |

## メキシコ・フォーミュラ・ルノー
2,000ccクラスのほか、1,600ccの下位クラスがある。
2005年からはFormula Renault 2000 de Americaとなったが、2008年シーズンは1レースを行ったのみでキャンセルされ、以降は開催されていない。

### 開催サーキット
エルマノス・ロドリゲス・サーキットといったメキシコ国内のサーキットの他、グアテマラ、コスタリカなど、他の中米諸国でも開催される。

### 歴代チャンピオン
| 年     | チャンピオン                                            |
| ------ | ------------------------------------------------------- |
| 2007年 | ヴィクトル・ユーゴー・オリベイラ (Victor Hugo Oliveras) |
| 2006年 | ホメロ・リチャルド (Homero Richards)                    |
| 2005年 | ヘルマン・キローハ（German Quiroga）                    |
| 2004年 | ホメロ・リチャルド (Homero Richards)                    |
| 2003年 | ホメロ・リチャルド (Homero Richards)                    |
| 2002年 | デビッド・マルチネス（David Martinez）                  |

## アジアン・フォーミュラ・ルノー
アジアン・フォーミュラ・ルノー（Asian Formula Renault）は、香港のフォーミュラ・レーシング・デベロップメント（方程式賽車發展有限公司）がヨーロッパで使用されているフォーミュラ・ルノーと同じ車体を用いて開催しているアジア地域におけるフォーミュラ・ルノー選手権。
マレーシアのセパンサーキット、マカオでのレースを除き、開催レースのほとんどは中国で開催される。アジア選手権は年間7イベント・各2戦開催を基本に、マカオグランプリの前座レースのみ1戦のみの開催となり、計13戦で争われるのが常である。チャイナ選手権はこの内の（マカオを除く）中国本土開催のレースのみの結果を抽出する形で、年間4イベントないし5イベント・全8〜10戦で争われている。
2002年にはフィリピン、2003年には韓国でも開催された。

### トピック
2006年チャンピオンのサーリネンはドイツ選手権の2005年度チャンピオンである。

### 開催サーキット
以前はF1でも使用される上海インターナショナルサーキット、セパンサーキットといった最新のサーキットで開催され、F3のマカオグランプリの前座としてマカオ市街地コースも使うなど、開催サーキットの点では恵まれた選手権であったが、近年は上海国際サーキットのレースも姿を消した。
2011年は前年までと同様、広東省珠海市の珠海国際サーキットと上海市にある上海国際サーキットの2箇所での開催とアナウンスされたが、実際は2011年、上海サーキットでは行われず珠海国際サーキットのみの開催となっている。
2012年も同様で珠海国際サーキットで行われるパンデルタのサポートレースのみと言う寂しい状況になった。
2013年度は第2ラウンドが上海国際サーキットとアナウンスされているが、実際に開催されるかどうかはウォッチする必要がある。

### 歴代チャンピオン
| 年     | チャンピオン                                                |
| ------ | ----------------------------------------------------------- |
| 2010年 | サンデー・ニコラス・ステュービック（Sandy Nicholas Stuvik） |
| 2009年 | アーロン・デイ（Alon Day）                                  |
| 2008年 | ジム・カ・トー（Jim Ka To）                                 |
| 2007年 | ペッカ・サーリネン（Pekka Saarinen）                        |
| 2006年 | ペッカ・サーリネン（Pekka Saarinen）                        |
| 2005年 | 林帛亨（Hanss Lin）                                         |
| 2004年 | 中尾秀彰                                                    |
| 2003年 | ロドルフォ・アービラ（Rodolfo Ávila）                       |
| 2002年 | フランキー・チェン（Franky Cheng Cong Fu）                  |

### 近況
2006年は当初予定されていたマカオグランプリには組み込まれなかった。しかし上海サーキットで行われたA1グランプリ・中国ラウンド等のビッグイベントのサポートレースなどに組み込まれるなど、やはり恵まれた環境のもとで開催されている。ノンタイトルだったがA1グランプリサポートレースで、日本から参加しているPERSON'S RACING 上賽FRDが貴重な一勝を挙げている（同チームはこのレースを最後に活動を休止した）。2008年度はこのシリーズにとって悲劇の年でシリーズが分裂した。
AFOSイベントとしてFormula Asia 2.0とAFRである。これによってエントラントは二分された。そして混乱のシーズンである2008年を経て、Formula Asia 2.0は消滅。この時のチャンピオンはユーロF3やマカオGPで活躍しているスウェーデン人のフェリックス・ローゼンクヴィストである。
そして2009年より再びAFR一本に纏まった。
2009年度終盤より、再び日本から新しいチームGOLD WOLF GP TEAM `現Gold Wolf Racing Ltd.が参戦した。
これは元「オートスポーツ」編集長だった町田英明がプロデュースし、2004年度アジアF3シリーズ2位の三浦健光がディレクターとなって組織されたチームであり、近年、日本からの参加が減少しつつあったアジアン・フォーミュラ・ルノーに再び日本との接点が産まれた。
2010年は、1月下旬に公式テスト、3月下旬から公式戦が全7イベント14戦でプログラムされ、最終戦は長沙での公道レースが予定されている。
2011年は珠海で3イベント/6レース、上海で同じく3イベント/6レースとやや規模を縮小した感じでの開催となっている。
2011年以降、現在までのところ、珠海国際サーキットでしか開催されず、かなりスケールダウンした。
補足ながら2010年以降、Renault Sportsのサポートも打ち切られている。

## スウェディッシュ・フォーミュラ・ルノー
2009年より2,000ccクラスのシリーズが開催されている。

## フォーミュラ・ルノー2.0 主な仕様

### シャシー

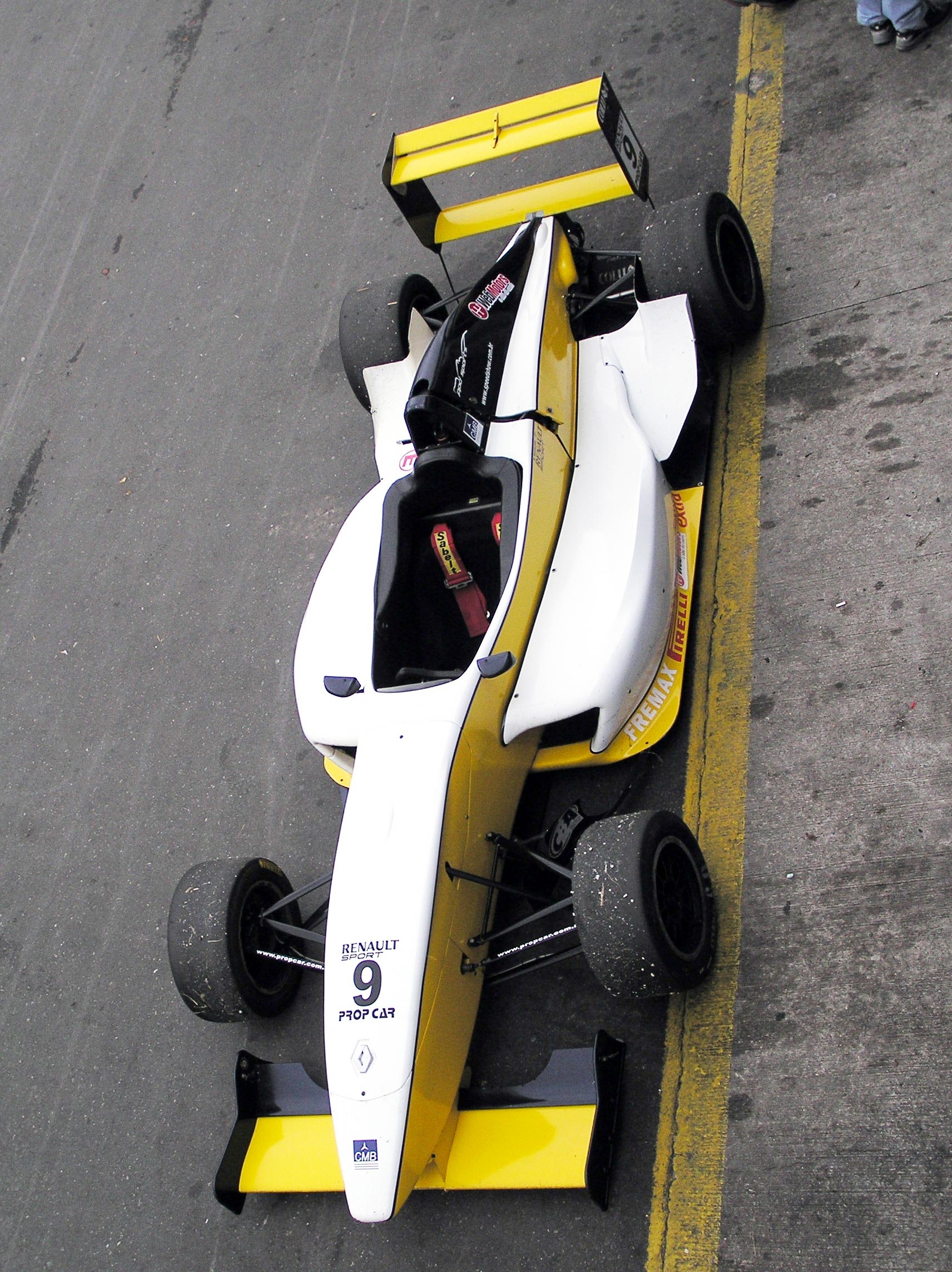
フォーミュラ・ルノー・ブラジル: プロップカー・チーム（2006年）

タトゥース社及びルノー・スポールによるカーボンファイバー製。
現在使用されているシャシーは2000年に採用され、2004年にボディワークなどが更新されたものである。

#### コクピット
シャシー設計の中でも事故時のドライバー保護には細心の注意が払われ、FIAが規定した安全基準に適合したものとなっており、横転などに備えたロールフープを有し、横からの衝撃を緩和するためにコクピット横にヘッドレストを設け、特に事故時におけるドライバーの頭部へのダメージを最小限に抑えるデザインがなされている。エンジンも含め、FIAによるクラッシュテストを受けている。
その他、コクピット内に以下のものを備える。
- 情報表示用に、XAP社製のダッシュボードディスプレイ
- 取り外し可能なステアリング
- 6点式で幅3インチのシートベルト。
- FT3 fuel cell
- 消火器

### エンジン

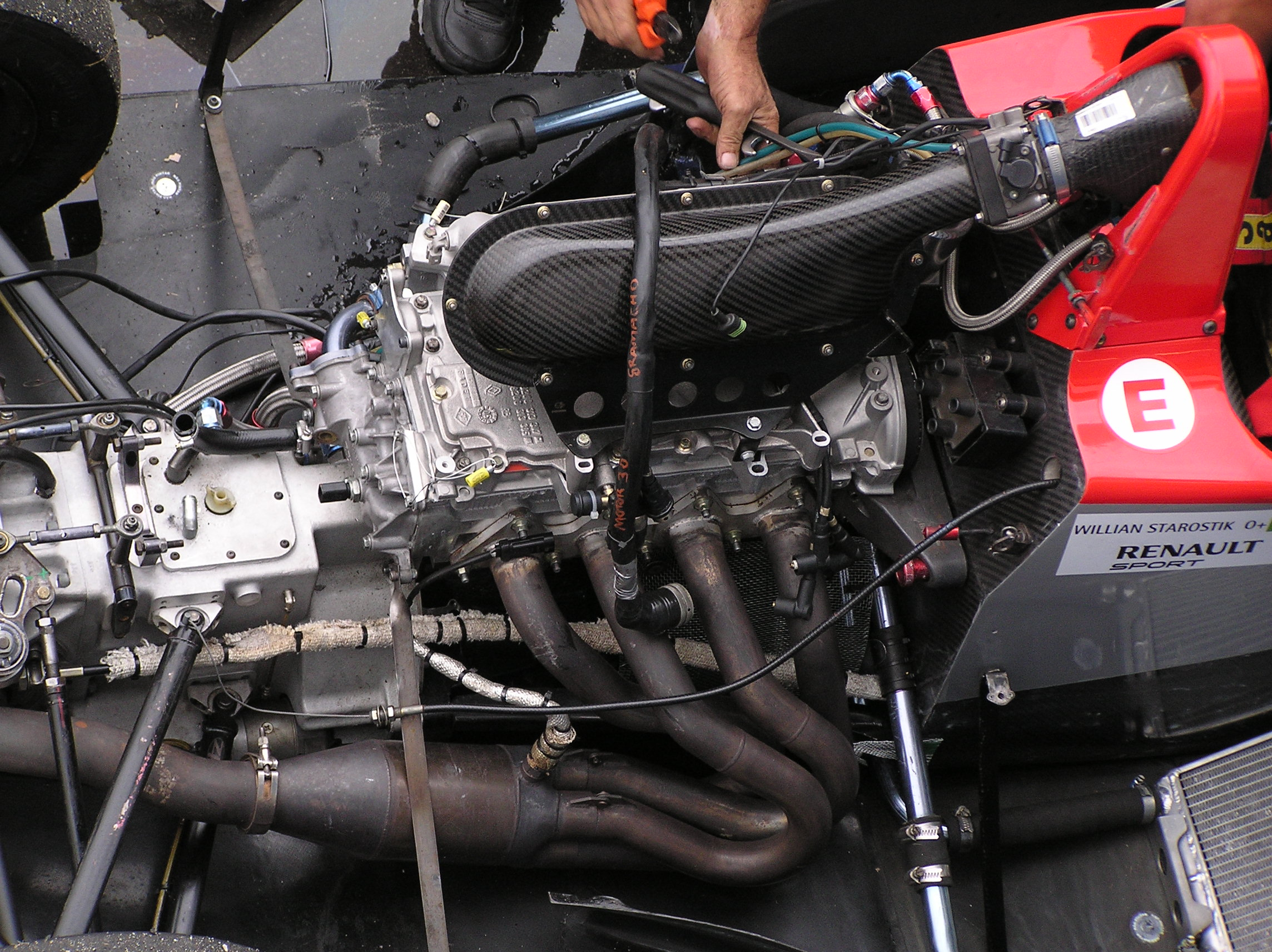
"Renault Sport type F4R FRS"エンジン

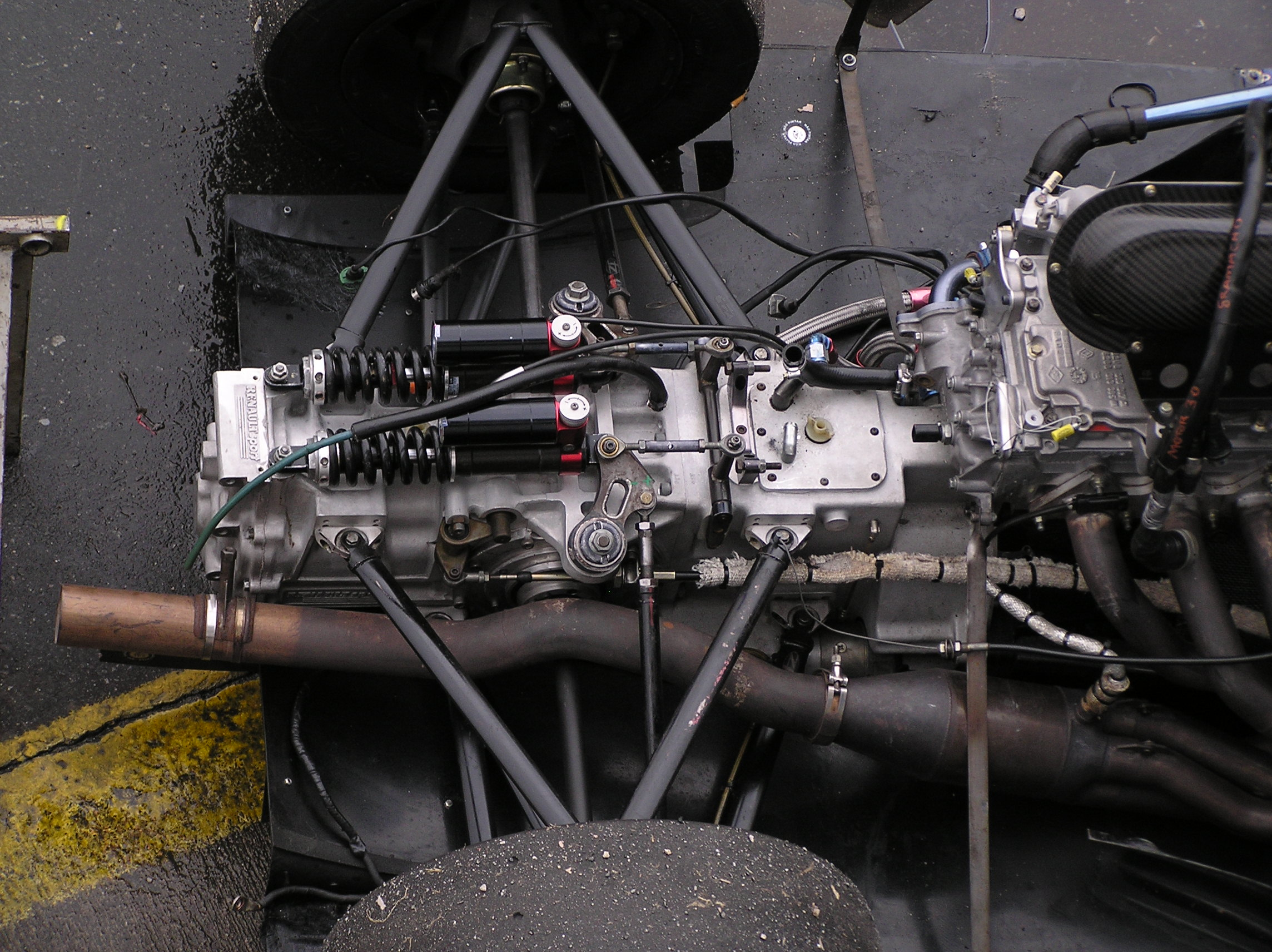
ギアボックス

16バルブ、直列4気筒のルノー・スポールF4R FRS型エンジンを使用する。このエンジンはルノー・スポールによって製造・開発される。
エンジン本体及び電子制御についてはルノー・スポールによって封印されており、各チームが手を加えることは禁止されている。

### ギアボックス
6速シーケンシャルギアボックスを使用、クラッチは油圧式で、ドライバーは右のシフトスティックを前後に（前ダウン、後アップ）動かしギアチェンジ操作を行う。

### サスペンション
プッシュロッド式であり、フロントに1本、リアに2本備える。

### タイヤ
基本的に、ミシュラン製のタイヤとOZ社製のアルミニウムホイールを用いる。タイヤのサイズはドライ、レイン共通である。
例外として、北米選手権はヨコハマタイヤ、ブラジル選手権はピレリ、アジア選手権はクムホを使用している。

### 諸元
| 車体（シャシー）  |                                             |
| 全長              | 約4,115 mm                                  |
| 全高              | 約1,160 mm                                  |
| 全幅              | 約1,780 mm                                  |
| ホイールベース    | 2,645 mm                                    |
| フロントトレッド  | 1,434 mm                                    |
| リアトレッド      | 1,318 mm                                    |
| 最低重量*1        | 492 kg（車体のみ） 565 kg（ドライバー込み） |
| エンジン          |                                             |
| 排気量            | 1,998 cc                                    |
| 最大馬力          | 約190 馬力（6,500rpm・時）                  |
| 最大トルク        | 約22 kgm（5,500rpm・時）                    |
| ボア x ストローク | 82.8 x 93.0 mm                              |
| 燃料タンク容量    | 38 liter                                    |
| 潤滑油            | エンジン、ギアボックス共にelf製を使用       |
| スパークプラグ    | NGK社製PFR6E10                              |
| 制御系            | マニエッティ・マレリ社製MF4L                |

*1 最低重量：これらの重量にはエンジンの重さも含む。例外として、イギリス・フォーミュラ・ルノー（フォーミュラ・ルノーUK）は、車体のみの最低重量を490kgと定めており、同じくイギリスのBARC・フォーミュラ・ルノーも、車体のみの最低重量を495kg、ドライバー込みの最低重量を570kgと定めている。

## 下位カテゴリ

### スペイン・フォーミュラ・ルノー
1,600ccのクラスのみを有しており、1991年にペドロ・デ・ラ・ロサがシリーズチャンピオンに輝いている。

## 消滅ないし他カテゴリに移行したシリーズ

### フォーミュラ・ルノー・ヨーロッパ
フォーミュラ・ルノー・ヨーロッパ（Formula Renault Europe）とは、フランス・フォーミュラ・ルノーが主体となって、1970年代にフランス、イタリアなどで開催されたフォーミュラ・ルノー選手権である。1971年に初開催され、1977年のシリーズをもって消滅した。

#### 歴代チャンピオン
| 年     | チャンピオン         |
| ------ | -------------------- |
| 1977年 | アラン・プロスト     |
| 1976年 | ディディエ・ピローニ |
| 1975年 | ルネ・アルヌー       |
| 1974年 | ディディエ・ピローニ |
| 1973年 | ルネ・アルヌー       |
| 1972年 | アラン・クーディニ   |

### ユーロカップ・フォーミュラ・ルノーV6
フォーミュラ・ルノーV6・ユーロカップを参照のこと
ユーロカップ・フォーミュラ・ルノーV6（Eurocup Formula Renault V6 ）とは、2003年に創設されたフォーミュラ・ルノー選手権。2003年と2004年の2年間開催したのみでワールドシリーズ・バイ・ニッサンと統合され、2005年から「フォーミュラ・ルノー3.5（ワールドシリーズ・バイ・ルノー）」となった。

### ブラジル・フォーミュラ・ルノー

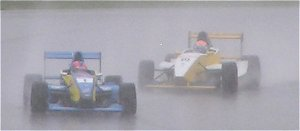
ブラジル・フォーミュラ・ルノー

ブラジル・フォーミュラ・ルノー（Campeonato Brasileiro de Fórmula Renault ）とは、2002年から2006年までブラジル国内で開催されていたフォーミュラ・ルノー選手権。ブラジルの若手ドライバー育成のために元F1ドライバーであるペドロ・ディニスによってヨーロッパより移入され、2002年に初めて開催され、ディニスが設立したPPDスポーツ社によって主催・運営され、これにルノー現地法人がスポンサーなどの形で協力するという体制となっていた。
初開催から当初は年間10イベント・各1戦を基本に年13〜14戦が開催されたが、2006年にイベント数の削減がはかられ、各イベント2戦を基本にF1のブラジルGPの前座レースと市街地開催レースを例外的に各1戦とする形で、年間8イベント・全13戦の開催となった。
タイヤはミシュランではなくピレリから供給を受けた。車体とエンジンについては、ヨーロッパから遠いという事情もあり、ブラジルでは同国のストックカーなどと同じく同国のコンストラクターZFレーシングが車両とエンジンの管理ほか、補機の製造などを手がけるという形を採っていた。
F1のブラジルGPの前座レースとなる場合などの例外を除いて、主にクリオ・カップとの併催でルノー・スピード・ショーのメインイベントとして開催される。ブラジルではそこそこの人気があり、レースの模様はテレビ放映され、主催者発表によれば、レースによっては1イベントで2万人程度の観客を動員していた。
2006年限りでPPDスポーツ社がレースの主催と運営から下り、ルノー・ブラジル支社も支援の引継ぎに難色を示したため選手権は消滅した。

#### トピック
- 単独開催のジュニア・フォーミュラとしては珍しく、市街地コースを有し、2002年の初年度からブラジル東南部エスピリトサント州の州都ヴィトーリア市街で毎年開催されている選手権であった。2005年にはサルバドールでも市街地レースが開催され、市街地レースが年間で2戦開催されるというフォーミュラカーとしては珍しいシリーズとなった。2005年のサルバドールのレースにおいては、警察発表によれば、20万人の市民がレースを観戦した。

- 2005年、カンポ・グランジで開催されたレースにおいて、女性ドライバーのアナ・ベアトリスが優勝した。これは、フォーミュラ・ルノーにおいて女性ドライバーが優勝した初めての例である。彼女は、この後、ヴィトーリアで開催されたレースとタルマで開催されたレースにおいても優勝を挙げ、さらに4つのポールポジション、3つのファステストラップを記録し、タイトル争いに名乗りをあげ、最終的にランキング3位でシリーズを終えた。

#### 開催サーキット
インテルラゴスサーキット、ネルソン・ピケ・サーキット（リオデジャネイロ、ブラジリア）、ほかで開催される。開催サーキットの中でパーマネントサーキットの大部分は国際規格を満たしているが、これらについてコースの短縮などは行われず、国際レース規格のまま開催されている。

#### 歴代チャンピオン
| 年     | チャンピオン                         |
| ------ | ------------------------------------ |
| 2006年 | フェリペ・ラペッナ（Felipe Lapenna） |
| 2005年 | ネルソン・メルロ（Nelson Merlo）     |
| 2004年 | ダニエル・セラ（Daniel Serra）       |
| 2003年 | アラン・コダイール（Allam Khodair）  |
| 2002年 | セルジオ・ヒメネス（Sergio Jimenez） |

## その他の事項

### フォーミュラ・ルノーで結果を残した日本人
- 片山右京 - 1986年にフランス選手権に参戦。第7戦で離脱しフランスF3にステップアップ、この時点でランキング5位だった。この頃に「カミカゼ右京」とあだ名された
- 福田良 - 1997年からフランス選手権に参戦。1998年にランキング3位を記録。2005年にフォーミュラ・ルノー3.5に参戦
- 中澤信也 - 1997年からフランス選手権に参戦。最終戦で3位入賞。1998年度イギリス フォーミュラ・パーマーシリーズに参戦。
- 松浦孝亮 - 2003年にユーロカップ・フォーミュラ・ルノーV6に参戦。ランキング3位を記録
- 平手晃平 - 2003年からイタリア選手権に参戦。2004年にランキング2位を記録
- 中尾秀彰 - 2004年 AFR(アジアン・フォーミュラ・ルノー)でシリーズチャンピオンを獲得
- 渋谷崇 -2004年 AFR(アジアン・フォーミュラ・ルノー)のノービスクラスチャンピオン。2005年もスポット参加。
- 小林可夢偉 - 2005年、ユーロカップ、イタリア選手権ともにシリーズチャンピオンを獲得
- 西谷拓也- 2005年 AFR(アジアン・フォーミュラ・ルノー)でシリーズ5位。2006年は6位を記録。
- 行方由久- 2005年 AFR(アジアン・フォーミュラ・ルノー)でシリーズ3位。

### 関連カテゴリ
- フォーミュラチャレンジ・ジャパン - フォーミュラ・ルノー用のシャシー・エンジンを用い、日本国内で行われるジュニア・フォーミュラのカテゴリ。ただしタイヤはダンロップ製を使用する。

### 各公式サイト

#### フォーミュラ・ルノー3.5
- フォーミュラ・ルノー3.5 - フランス語・英語。
  - ユーロカップ・フォーミュラ・ルノーV6 - フランス語・英語。前身
- フォーミュラ・ルノー3.5 - 日本語。ルノー・ジャポンによる紹介

#### フォーミュラ・ルノー2.0

##### ヨーロッパ
- ユーロカップ・フォーミュラ・ルノー2.0 - フランス語・英語
- フランス・フォーミュラ・ルノー - フランス語のみ
- イギリス・フォーミュラ・ルノー
  - フォーミュラ・ルノーUK - 英語のみ
  - BARC・フォーミュラ・ルノー - 英語のみ。ルノー・スポールUKによる紹介
  - BARC・フォーミュラ・ルノー - 英語のみ。BARCによる紹介
- ドイツ・フォーミュラ・ルノー - ドイツ語のみ
- イタリア・フォーミュラ・ルノー - イタリア語のみ
  - イタリア・フォーミュラ・ルノー - 2005年までの旧サイト
- ノルディック・フォーミュラ・ルノー - スウェーデン語のみ。スウェーデン・ツーリングカー選手権（STCC）公式サイトに詳細あり

##### アメリカ
- アルゼンチン・フォーミュラ・ルノー - スペイン語のみ
- Formula TR Pro Series - 英語のみ。北米・フォーミュラ・ルノー。現在の主催者
  - Fran-Am - 英語のみ。北米・フォーミュラ・ルノー。かつての主催者
- ルノー・スピード・ショー - ポルトガル語のみ。ブラジル・フォーミュラ・ルノー

##### アジア
- アジアン・フォーミュラ・ルノー - 中国語・英語
  - チャイナ・フォーミュラ・ルノー - 中国語・英語

### 統括団体
- フランス・フォーミュラ・ルノー, FFSA - フランス語のみ。Federation Francaise du Sport Automobile
- ブラジル・フォーミュラ・ルノー, CBA - ポルトガル語のみ。Confederação Brasileira de Automobilismo
- ノルディック・フォーミュラ・ルノー, DASU - デンマーク語のみ。Dansk Automobil Sports Union
  - 2006年 スポーティングレギュレーション